# Devid Garbelli
Devid Garbelli (Ticengo, Cremona, Llombardia, 28 d'octubre de 1981) va ser un ciclista italià que combinà el ciclisme en pista amb la carretera. El 2006 va rebre una sanció per haver intentat evitar un control antidoping. L'any següent va ser castigat amb quatre anys de suspensió per intentar suplantar el seu lloc amb un altre company, quan havia de fer un altre control.

## Palmarès en pista
- 2001
  -  Campió d'Europa sub-23 en Puntuació

## Palmarès en ruta
- 2002
  - 1r al Tour de Berlín i vencedor d'una etapa
  - 1r al Giro del Belvedere
- 2004
  - 1r al Gran Premi della Liberazione
- 2005
  - 1r al Trofeu Alcide Degasperi
- 2006
  - 1r al Gran Premi de la Indústria del marbre
  - 1r al Giro a la Província de Biella
  - Vencedor d'una etapa al Girobio